# Shrimp-Alkaline-Phosphatase
Die Shrimp Alkaline Phosphatase (SAP) ist ein aus Eismeergarnelen (Pandalus borealis) isoliertes Enzym, das in der Molekularbiologie häufig Verwendung findet. Als alkalische Phosphatase ist sie für das Tier unverzichtbar in mehreren Stoffwechselwegen, beispielsweise bei der Dephosphorylierung des 5’-Phosphats von DNA und RNA. Die Katalyse dieses Reaktionsschritts durch die SAP findet auch im Labor Verwendung, wobei diese spezielle Phosphatase den Vorteil hat, dass sie durch 20-minütiges Erwärmen auf 65 °C vollständig deaktiviert wird, wodurch die Reaktion unter Kontrolle bleibt.

## Verwendung
Eine der häufigsten Einsatzgebiete der SAP ist bei der Klonierung von Genen oder anderen DNA-Abschnitten in Plasmide: Der zirkuläre Vektor (das Plasmid) wird mit einem Restriktionsenzym geschnitten und damit linearisiert. Zum linearisierten Vektor wird das gewünschte Gen, das im Optimalfall mit den gleichen Enzymen geschnitten wurde, hinzugegeben. Im Idealfall lagern sich die Enden des Vektors an die des eingebrachten DNA-Doppelstrangs an, und eine Ligase fügt das neue Plasmid zusammen.
Entstehen bei der Linearisierung des Vektors glatte Enden oder klebrige Enden mit gleicher Überlappungssequenz, so können die beiden Enden des Vektors religieren und damit die Ausbeute an neu zusammengesetztem Plasmid verringern – um dies zu verhindern, dephosphoryliert man die 5'-Enden des Vektors mit der SAP.
Alternativen bei der Klonierung sind die Calf Intestine Phosphatase und die antarktische Phosphatase.